# Lixadmontia franki
Lixadmontia franki là một loài ruồi trong họ Tachinidae.